# Associazione Calcio Padova 1968-1969
Questa pagina raccoglie i dati riguardanti l'Associazione Calcio Padova nelle competizioni ufficiali della stagione 1968-1969.

## Stagione
Il Padova nell'annata 1968-1969 ha disputato il campionato di Serie B, concluso al ventesimo e ultimo posto con 29 punti ed è quindi retrocesso in Serie C.
In Coppa Italia si è classificato al secondo posto nel Gruppo 8, dietro al Brescia (qualificato ai quarti di finale).

## Rosa
| N. |                   | Ruolo | Calciatore         |
| -- | ----------------- | ----- | ------------------ |
|    | Italia (bandiera) | P     | Luigi Bertossi     |
|    | Italia (bandiera) | P     | Sergio Buso        |
|    | Italia (bandiera) | P     | Claudio Galassi    |
|    | Italia (bandiera) | D     | Valeriano Barbiero |
|    | Italia (bandiera) | D     | Cristiano Cervato  |
|    | Italia (bandiera) | D     | Siro Dal Pozzolo   |
|    | Italia (bandiera) | D     | Piero Fraccapani   |
|    | Italia (bandiera) | D     | Giuseppe Fusi      |
|    | Italia (bandiera) | D     | Mauro Gatti        |
|    | Italia (bandiera) | D     | Marcello Neri      |
|    | Italia (bandiera) | D     | Giorgio Sereni     |
|    | Italia (bandiera) | C     | Rino Bon           |
|    | Italia (bandiera) | C     | Francesco Brignani |
|    | Italia (bandiera) | C     | Italo Carminati    |

| N. |                   | Ruolo | Calciatore        |
| -- | ----------------- | ----- | ----------------- |
|    | Italia (bandiera) | C     | Biagio Catalano   |
|    | Italia (bandiera) | C     | Achille Fraschini |
|    | Italia (bandiera) | C     | Maurizio Gori     |
|    | Italia (bandiera) | C     | Lorenzo Righi     |
|    | Italia (bandiera) | C     | Roberto Panisi    |
|    | Italia (bandiera) | C     | Luigi Villa       |
|    | Italia (bandiera) | C     | Bruno Visentin    |
|    | Italia (bandiera) | A     | Sergio Beorchia   |
|    | Italia (bandiera) | A     | Paolo Bergamo     |
|    | Italia (bandiera) | A     | Giuliano Boscolo  |
|    | Italia (bandiera) | A     | Glauco Gilardoni  |
|    | Italia (bandiera) | A     | Rolando Girotto   |
|    | Italia (bandiera) | A     | Remo Vigni        |

## Risultati

### Campionato

#### Girone di andata
| 23 gennaio 1968 1ª giornata | Genoa | 2 – 0 | Padova |  |

| 6 ottobre 1968 2ª giornata | Padova | 1 – 1 | SPAL |  |

| 13 ottobre 1968 3ª giornata | Padova | 2 – 1 | Reggina |  |

| 23 dicembre 1951 4ª giornata | Foggia | 2 – 0 | Padova |  |

| 3 novembre 1968 5ª giornata | Padova | 0 – 0 | Perugia |  |

| 10 novembre 1968 6ª giornata | Lazio | 4 – 0 | Padova |  |

| 17 novembre 1968 7ª giornata | Padova | 0 – 1 | Cesena |  |

| 24 novembre 1968 8ª giornata | Livorno | 2 – 3 | Padova |  |

| 1º dicembre 1968 9ª giornata | Padova | 1 – 1 | Reggiana |  |

| 8 dicembre 1968 10ª giornata | Ternana | 2 – 0 | Padova |  |

| 15 dicembre 1968 11ª giornata | Padova | 1 – 0 | Monza |  |

| 15 dicembre 1968 12ª giornata | Padova | 1 – 2 | Bari |  |

| 29 dicembre 1968 13ª giornata | Lecco | 0 – 0 | Padova |  |

| 5 gennaio 1969 14ª giornata | Padova | 0 – 0 | Catania |  |

| 12 gennaio 1969 15ª giornata | Padova | 0 – 0 | Catanzaro |  |

| 19 gennaio 1969 16ª giornata | Mantova | 2 – 0 | Padova |  |

| 24 novembre 1996 17ª giornata | Modena | 2 – 1 | Padova |  |

| 9 dicembre 1945 18ª giornata | Padova | 1 – 0 | Como |  |

| 9 febbraio 1969 19ª giornata | Padova | 0 – 0 | Brescia |  |

#### Girone di ritorno
| 16 febbraio 1969 20ª giornata | Padova | 1 – 1 | Genoa |  |

| 23 febbraio 1969 21ª giornata | SPAL | 3 – 1 | Padova |  |

| 2 marzo 1969 22ª giornata | Reggina | 1 – 1 | Padova |  |

| 9 marzo 1969 23ª giornata | Padova | 1 – 0 | Foggia |  |

| 16 marzo 1969 24ª giornata | Perugia | 2 – 0 | Padova |  |

| 23 marzo 1969 25ª giornata | Padova | 0 – 0 | Lazio |  |

| 30 marzo 1969 26ª giornata | Cesena | 3 – 1 | Padova |  |

| 13 aprile 1969 27ª giornata | Padova | 0 – 0 | Livorno |  |

| 20 aprile 1969 28ª giornata | Reggiana | 1 – 0 | Padova |  |

| 27 aprile 1969 29ª giornata | Padova | 3 – 3 | Ternana |  |

| 4 maggio 1969 30ª giornata | Monza | 5 – 1 | Padova |  |

| 11 maggio 1969 31ª giornata | Bari | 2 – 0 | Padova |  |

| 15 maggio 1969 32ª giornata | Padova | 1 – 0 | Lecco |  |

| 18 maggio 1969 33ª giornata | Catania | 2 – 0 | Padova |  |

| 25 maggio 1969 34ª giornata | Catanzaro | 0 – 1 | Padova |  |

| 1º giugno 1969 35ª giornata | Padova | 1 – 1 | Mantova |  |

| 8 giugno 1969 36ª giornata | Padova | 2 – 0 | Modena |  |

| 15 giugno 1969 37ª giornata | Como | 3 – 0 | Padova |  |

| 22 giugno 1969 38ª giornata | Brescia | 4 – 0 | Padova |  |

## Statistiche

### Statistiche dei giocatori
| Giocatore      | Serie B  | Serie B | Coppa Italia | Coppa Italia | Totale   | Totale |
| Giocatore      | Presenze | Reti    | Presenze     | Reti         | Presenze | Reti   |
| -------------- | -------- | ------- | ------------ | ------------ | -------- | ------ |
| L. Bertossi    | 12       | ?       | ?            | ?            | 12+      | ?      |
| S. Buso        | 1        | ?       | ?            | ?            | 1+       | ?      |
| C. Galassi     | 25       | ?       | ?            | ?            | 25+      | ?      |
| V. Barbiero    | 25       | 0       | ?            | ?            | 25+      | 0+     |
| C. Cervato     | 15       | 0       | ?            | ?            | 15+      | 0+     |
| S. Dal Pozzolo | 8        | 1       | ?            | ?            | 8+       | 1+     |
| P. Fraccapani  | 13       | 0       | ?            | ?            | 13+      | 0+     |
| G. Fusi        | 15       | 0       | ?            | ?            | 15+      | 0+     |
| M. Gatti       | 34       | 0       | ?            | ?            | 34+      | 0+     |
| M. Neri        | 9        | 0       | ?            | ?            | 9+       | 0+     |
| G. Sereni      | 28       | 0       | ?            | ?            | 28+      | 0+     |
| R. Bon         | 13       | 0       | ?            | ?            | 13+      | 0+     |
| F. Brignani    | 21       | 2       | ?            | ?            | 21+      | 2+     |
| I. Carminati   | 9        | 0       | ?            | ?            | 9+       | 0+     |
| B. Catalano    | 14       | 1       | ?            | ?            | 14+      | 1+     |
| A. Fraschini   | 36       | 5       | ?            | ?            | 36+      | 5+     |
| M. Gori        | 16       | 1       | ?            | ?            | 16+      | 1+     |
| L. Righi       | 8        | 2       | ?            | ?            | 8+       | 2+     |
| R. Panisi      | 16       | 0       | ?            | ?            | 16+      | 0+     |
| L. Villa       | 36       | 4       | ?            | ?            | 36+      | 4+     |
| B. Visentin    | 7        | 0       | ?            | ?            | 7+       | 0+     |
| S. Beorchia    | 10       | 0       | ?            | ?            | 10+      | 0+     |
| P. Bergamo     | 33       | 6       | ?            | ?            | 33+      | 6+     |
| G. Boscolo     | 10       | 0       | ?            | ?            | 10+      | 0+     |
| G. Gilardoni   | 7        | 0       | ?            | ?            | 7+       | 0+     |
| R. Girotto     | 1        | 0       | ?            | ?            | 1+       | 0+     |
| R. Vigni       | 30       | 3       | ?            | ?            | 30+      | 3+     |